# Vanaspati
Vanaspati (en devanagari वनस्पति) és un terme sànscrit per a referir-se al regne vegetal de forma genèrica. Alguns textos hindús vèdics limiten l'accepció als vegetals amb fruit però sense flor aparent. El Rigveda dona el nom de Vanaspati a una deïtat dels boscos.
En hindi el terme vanaspati també es fa servir per a fer referència a l'oli vegetal, molt utilitzat en la gastronomia de l'Índia (i pakistanesa). Té una aparença semisòlida. A l'Índia s'elabora a partir de l'oli de palma. El vanaspati és emprat per fregir aliments, com les pakores.